# Coppa del Mondo di sci alpino 1994
La Coppa del Mondo di sci alpino 1994 fu la ventottesima edizione della manifestazione organizzata dalla Federazione Internazionale Sci; ebbe inizio il 30 ottobre 1993 a Sölden, in Austria, e si concluse il 20 marzo 1994 a Vail, negli Stati Uniti. Nel corso della stagione si tennero a Lillehammer i XVII Giochi olimpici invernali, non validi ai fini della Coppa del Mondo, il cui calendario contemplò dunque un'interruzione nel mese di febbraio.
In campo maschile furono disputate 35 delle 37 gare previste (11 discese libere, 5 supergiganti, 9 slalom giganti, 8 slalom speciali, 2 combinate), in 21 diverse località. Il norvegese Kjetil André Aamodt si aggiudicò la Coppa del Mondo generale; il lussemburghese Marc Girardelli vinse la Coppa di discesa libera, il norvegese Jan Einar Thorsen quella di supergigante, l'austriaco Christian Mayer quella di slalom gigante e l'italiano Alberto Tomba quella di slalom speciale. Girardelli era il detentore uscente della Coppa generale.
In campo femminile furono disputate 34 delle 35 gare previste (7 discese libere, 6 supergiganti, 9 slalom giganti, 10 slalom speciali, 2 combinate), in 15 diverse località. La svizzera Vreni Schneider si aggiudicò sia la Coppa del Mondo generale, sia quella di slalom speciale; la tedesca Katja Seizinger vinse le Coppe di discesa libera e di supergigante e l'austriaca Anita Wachter quella di slalom gigante. La Wachter era la detentrice uscente della Coppa generale.

## Uomini

### Risultati
| Data             | Località               | Nazione     | Pista                | Spec. | Primo                | Secondo                           | Terzo                          |
| ---------------- | ---------------------- | ----------- | -------------------- | ----- | -------------------- | --------------------------------- | ------------------------------ |
| 30 ottobre 1993  | Sölden                 | Austria     | Rettenbach           | GS    | Franck Piccard       | Fredrik Nyberg                    | Kjetil André Aamodt            |
| 27 novembre 1993 | Park City              | Stati Uniti | C.B.'s Run           | GS    | Günther Mader        | Alberto Tomba                     | Kjetil André Aamodt            |
| 28 novembre 1993 | Park City              | Stati Uniti | C.B.'s Run           | SL    | Thomas Stangassinger | Jure Košir                        | Finn Christian Jagge           |
| 5 dicembre 1993  | Stoneham               | Canada      | 4B                   | SL    | Alberto Tomba        | Thomas Stangassinger              | Jure Košir                     |
| 12 dicembre 1993 | Val-d'Isère            | Francia     | Oreiller-Killy       | SG    | Günther Mader        | Kjetil André Aamodt               | Tommy Moe                      |
| 13 dicembre 1993 | Val-d'Isère            | Francia     | Oreiller-Killy       | GS    | Christian Mayer      | Tobias Barnerssoi                 | Michael von Grünigen           |
| 14 dicembre 1993 | Sestriere              | Italia      | Kandahar Slalom      | SL    | Alberto Tomba        | Thomas Stangassinger              | Ole Kristian Furuseth          |
| 17 dicembre 1993 | Val Gardena            | Italia      | Saslong              | DH    | Markus Foser         | Werner Franz                      | Marc Girardelli                |
| 18 dicembre 1993 | Val Gardena            | Italia      | Saslong              | DH    | Patrick Ortlieb      | Daniel Mahrer                     | Jean-Luc Crétier               |
| 19 dicembre 1993 | Alta Badia             | Italia      | Gran Risa            | GS    | Steve Locher         | Alberto Tomba                     | Christian Mayer                |
| 20 dicembre 1993 | Madonna di Campiglio   | Italia      | 3-Tre                | SL    | Jure Košir           | Alberto Tomba                     | Finn Christian Jagge           |
| 22 dicembre 1993 | Lech                   | Austria     |                      | SG    | Hannes Trinkl        | Werner Perathoner                 | Armin Assinger                 |
| 29 dicembre 1993 | Bormio                 | Italia      | Stelvio              | DH    | Hannes Trinkl        | Marc Girardelli                   | Tommy Moe                      |
| 6 gennaio 1994   | Saalbach-Hinterglemm   | Austria     | Zwölfer              | DH    | Ed Podivinsky        | Cary Mullen                       | Atle Skårdal                   |
| 8 gennaio 1994   | Kranjska Gora          | Slovenia    | Podkoren             | GS    | Fredrik Nyberg       | Matteo Belfrond                   | Tobias Barnerssoi              |
| 9 gennaio 1994   | Kranjska Gora          | Slovenia    | Podkoren             | SL    | Finn Christian Jagge | Ole Kristian Furuseth             | Thomas Fogdö                   |
| 11 gennaio 1994  | Hinterstoder           | Austria     | Wertung              | GS    | Kjetil André Aamodt  | Christian Mayer                   | Richard Kröll                  |
| 15 gennaio 1994  | Kitzbühel              | Austria     | Streif               | DH    | Patrick Ortlieb      | Marc Girardelli                   | William Besse                  |
| 16 gennaio 1994  | Kitzbühel              | Austria     | Ganslern             | SL    | Thomas Stangassinger | Thomas Sykora                     | Alberto Tomba                  |
| 16 gennaio 1994  | Kitzbühel              | Austria     | Streif Ganslern      | KB    | Lasse Kjus           | Kjetil André Aamodt               | Günther Mader                  |
| 18 gennaio 1994  | Crans-Montana          | Svizzera    | Nationale            | GS    | Jan Einar Thorsen    | Mitja Kunc                        | Rainer Salzgeber               |
| 22 gennaio 1994  | Wengen                 | Svizzera    | Lauberhorn           | DH    | William Besse        | Marc Girardelli Peter Runggaldier |                                |
| 23 gennaio 1994  | Wengen                 | Svizzera    | Lauberhorn           | SG    | Marc Girardelli      | Jan Einar Thorsen                 | Atle Skårdal                   |
| 29 gennaio 1994  | Chamonix               | Francia     | La Verte des Houches | DH    | Kjetil André Aamodt  | Jean-Luc Crétier                  | Hannes Trinkl                  |
| 30 gennaio 1994  | Chamonix               | Francia     | La Verte des Houches | SL    | Alberto Tomba        | Thomas Fogdö                      | Thomas Sykora                  |
| 30 gennaio 1994  | Chamonix               | Francia     | La Verte des Houches | KB    | Kjetil André Aamodt  | Lasse Kjus                        | Harald Christian Strand Nilsen |
| 5 febbraio 1994  | Garmisch-Partenkirchen | Germania    | Kandahar             | DH    | annullata            | annullata                         | annullata                      |
| 6 febbraio 1994  | Garmisch-Partenkirchen | Germania    | Gudiberg             | SL    | Alberto Tomba        | Thomas Fogdö                      | Jure Košir                     |
| 6 febbraio 1994  | Garmisch-Partenkirchen | Germania    | Kandahar Gudiberg    | KB    | annullata            | annullata                         | annullata                      |
| 4 marzo 1994     | Aspen                  | Stati Uniti | Ruthie's             | DH    | Hannes Trinkl        | Cary Mullen                       | Marc Girardelli                |
| 5 marzo 1994     | Aspen                  | Stati Uniti | Ruthie's             | DH    | Cary Mullen          | Atle Skårdal                      | Pietro Vitalini                |
| 6 marzo 1994     | Aspen                  | Stati Uniti | Ruthie's             | GS    | Fredrik Nyberg       | Christian Mayer                   | Matteo Belfrond                |
| 12 marzo 1994    | Whistler               | Canada      |                      | DH    | Atle Skårdal         | Hannes Trinkl                     | Tommy Moe                      |
| 13 marzo 1994    | Whistler               | Canada      |                      | SG    | Tommy Moe            | Marc Girardelli                   | Werner Perathoner              |
| 16 marzo 1994    | Vail                   | Stati Uniti |                      | DH    | William Besse        | Hannes Trinkl                     | Tommy Moe Patrick Ortlieb      |
| 17 marzo 1994    | Vail                   | Stati Uniti |                      | SG    | Jan Einar Thorsen    | Lasse Kjus                        | Hans Knauß                     |
| 19 marzo 1994    | Vail                   | Stati Uniti |                      | GS    | Kjetil André Aamodt  | Christian Mayer                   | Steve Locher                   |

Legenda:

DH = discesa libera

SG = supergigante

GS = slalom gigante

SL = slalom speciale

KB = combinata

### Classifiche

#### Generale

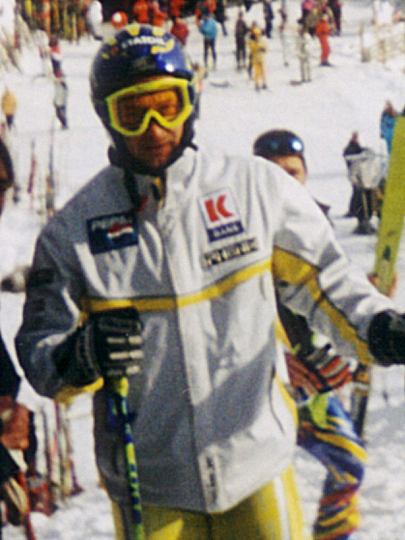
Kjetil André Aamodt nel 2000

Vreni Schneider a Bormio nel 1995

| Pos. | Nome                | Nazione     | Punti |
| ---- | ------------------- | ----------- | ----- |
| 1    | Kjetil André Aamodt | Norvegia    | 1392  |
| 2    | Marc Girardelli     | Lussemburgo | 1007  |
| 3    | Alberto Tomba       | Italia      | 822   |
| 4    | Günther Mader       | Austria     | 820   |
| 5    | Hannes Trinkl       | Austria     | 701   |
| 6    | Jan Einar Thorsen   | Norvegia    | 657   |
| 7    | Lasse Kjus          | Norvegia    | 651   |
| 8    | Tommy Moe           | Stati Uniti | 650   |
| 9    | Atle Skårdal        | Norvegia    | 641   |
| 10   | Cary Mullen         | Canada      | 535   |

#### Discesa libera
| Pos. | Nome            | Nazione     | Punti |
| ---- | --------------- | ----------- | ----- |
| 1    | Marc Girardelli | Lussemburgo | 556   |
| 2    | Hannes Trinkl   | Austria     | 536   |
| 3    | Patrick Ortlieb | Austria     | 488   |
| 4    | Cary Mullen     | Canada      | 461   |
| 5    | William Besse   | Svizzera    | 446   |

#### Supergigante
| Pos. | Nome                | Nazione     | Punti |
| ---- | ------------------- | ----------- | ----- |
| 1    | Jan Einar Thorsen   | Norvegia    | 280   |
| 2    | Marc Girardelli     | Lussemburgo | 275   |
| 3    | Tommy Moe           | Stati Uniti | 242   |
| 4    | Kjetil André Aamodt | Norvegia    | 207   |
| 5    | Günther Mader       | Austria     | 202   |
| 5    | Atle Skårdal        | Norvegia    | 202   |

#### Slalom gigante
| Pos. | Nome                | Nazione  | Punti |
| ---- | ------------------- | -------- | ----- |
| 1    | Christian Mayer     | Austria  | 496   |
| 2    | Kjetil André Aamodt | Norvegia | 494   |
| 3    | Franck Piccard      | Francia  | 414   |
| 4    | Fredrik Nyberg      | Svezia   | 384   |
| 5    | Steve Locher        | Svizzera | 356   |

#### Slalom speciale
| Pos. | Nome                 | Nazione  | Punti |
| ---- | -------------------- | -------- | ----- |
| 1    | Alberto Tomba        | Italia   | 540   |
| 2    | Thomas Stangassinger | Austria  | 452   |
| 3    | Jure Košir           | Slovenia | 421   |
| 4    | Finn Christian Jagge | Norvegia | 389   |
| 5    | Thomas Fogdö         | Svezia   | 352   |

#### Combinata
Nel 1994 fu anche stilata la classifica della combinata, sebbene non venisse assegnato alcun trofeo al vincitore.
| Pos. | Nome                           | Nazione     | Punti |
| ---- | ------------------------------ | ----------- | ----- |
| 1    | Kjetil André Aamodt            | Norvegia    | 180   |
| 1    | Lasse Kjus                     | Norvegia    | 180   |
| 3    | Harald Christian Strand Nilsen | Norvegia    | 105   |
| 4    | Tommy Moe                      | Stati Uniti | 100   |
| 5    | Günther Mader                  | Austria     | 82    |

## Donne

### Risultati
| Data             | Località                | Nazione     | Pista                      | Spec. | Prima                         | Seconda                  | Terza                  |
| ---------------- | ----------------------- | ----------- | -------------------------- | ----- | ----------------------------- | ------------------------ | ---------------------- |
| 31 ottobre 1993  | Sölden                  | Austria     | Rettenbach                 | GS    | Anita Wachter                 | Sophie Lefranc-Duvillard | Carole Merle           |
| 26 novembre 1993 | Santa Caterina Valfurva | Italia      | Cevedale                   | GS    | Anita Wachter                 | Vreni Schneider          | Ulrike Maier           |
| 27 novembre 1993 | Santa Caterina Valfurva | Italia      | Cevedale                   | GS    | Ulrike Maier                  | Anita Wachter            | Pernilla Wiberg        |
| 28 novembre 1993 | Santa Caterina Valfurva | Italia      | Cevedale                   | SL    | Vreni Schneider               | Anita Wachter            | Urška Hrovat           |
| 4 dicembre 1993  | Tignes                  | Francia     | Lognan                     | DH    | Kate Pace                     | Katja Seizinger          | Regina Häusl           |
| 5 dicembre 1993  | Tignes                  | Francia     | Lognan                     | GS    | Deborah Compagnoni            | Anita Wachter            | Pernilla Wiberg        |
| 11 dicembre 1993 | Veysonnaz               | Svizzera    | Piste de l'Ours            | GS    | Deborah Compagnoni            | Martina Ertl             | Vreni Schneider        |
| 12 dicembre 1993 | Veysonnaz               | Svizzera    | Piste de l'Ours            | SL    | Pernilla Wiberg               | Morena Gallizio          | Christine von Grünigen |
| 18 dicembre 1993 | Sankt Anton am Arlberg  | Austria     |                            | DH    | Anja Haas                     | Renate Götschl           | Emi Kawabata           |
| 19 dicembre 1993 | Sankt Anton am Arlberg  | Austria     |                            | SL    | Vreni Schneider               | Pernilla Wiberg          | Kristina Andersson     |
| 19 dicembre 1993 | Sankt Anton am Arlberg  | Austria     |                            | KB    | Renate Götschl                | Pernilla Wiberg          | Bibiana Perez          |
| 22 dicembre 1993 | Flachau                 | Austria     | Griessenkar                | SG    | Katja Koren                   | Bibiana Perez            | Katja Seizinger        |
| 5 gennaio 1994   | Morzine                 | Francia     |                            | GS    | Deborah Compagnoni            | Anita Wachter            | Heidi Voelker          |
| 6 gennaio 1994   | Morzine                 | Francia     |                            | SL    | Pernilla Wiberg               | Vreni Schneider          | Patricia Chauvet       |
| 9 gennaio 1994   | Altenmarkt Zauchensee   | Austria     | Kälberloch                 | SL    | Vreni Schneider               | Pernilla Wiberg          | Béatrice Filliol       |
| 14 gennaio 1994  | Cortina d'Ampezzo       | Italia      | Olimpia delle Tofane       | DH    | Katja Seizinger               | Veronika Wallinger       | Kate Pace              |
| 15 gennaio 1994  | Cortina d'Ampezzo       | Italia      | Olimpia delle Tofane       | SG    | Katja Seizinger               | Ulrike Maier             | Kerrin Lee-Gartner     |
| 16 gennaio 1994  | Cortina d'Ampezzo       | Italia      | Olimpia delle Tofane       | GS    | Anita Wachter                 | Deborah Compagnoni       | Leïla Piccard          |
| 17 gennaio 1994  | Cortina d'Ampezzo       | Italia      | Olimpia delle Tofane       | SG    | Alenka Dovžan Pernilla Wiberg |                          | Ulrike Maier           |
| 21 gennaio 1994  | Maribor                 | Slovenia    | Pohorje                    | GS    | Ulrike Maier                  | Vreni Schneider          | Katja Seizinger        |
| 22 gennaio 1994  | Maribor                 | Slovenia    | Radvanje                   | SL    | Urška Hrovat                  | Vreni Schneider          | Marianne Kjørstad      |
| 23 gennaio 1994  | Maribor                 | Slovenia    | Radvanje                   | SL    | Vreni Schneider               | Pernilla Wiberg          | Urška Hrovat           |
| 29 gennaio 1994  | Garmisch-Partenkirchen  | Germania    | Kandahar                   | DH    | Isolde Kostner                | Mélanie Suchet           | Michelle McKendry      |
| 30 gennaio 1994  | Garmisch-Partenkirchen  | Germania    | Kandahar                   | DH    | annullata                     | annullata                | annullata              |
| 2 febbraio 1994  | Sierra Nevada           | Spagna      | Granados                   | DH    | Hilary Lindh                  | Mélanie Suchet           | Isolde Kostner         |
| 5 febbraio 1994  | Sierra Nevada           | Spagna      | Fuente del Tesoro          | SL    | Vreni Schneider               | Pernilla Wiberg          | Deborah Compagnoni     |
| 5 febbraio 1994  | Sierra Nevada           | Spagna      | Granados Fuente del Tesoro | KB    | Pernilla Wiberg               | Vreni Schneider          | Bibiana Perez          |
| 6 febbraio 1994  | Sierra Nevada           | Spagna      | Granados                   | SG    | Hilde Gerg                    | Isolde Kostner           | Katrin Gutensohn       |
| 6 marzo 1994     | Whistler                | Canada      | Raven/Ptarmigan Trails     | DH    | Katja Seizinger               | Pernilla Wiberg          | Michelle McKendry      |
| 9 marzo 1994     | Mammoth Mountain        | Stati Uniti |                            | SG    | Katja Seizinger               | Bibiana Perez            | Hilde Gerg             |
| 10 marzo 1994    | Mammoth Mountain        | Stati Uniti |                            | SL    | Vreni Schneider               | Katja Koren              | Martina Ertl           |
| 16 marzo 1994    | Vail                    | Stati Uniti |                            | DH    | Katja Seizinger               | Kate Pace                | Vreni Schneider        |
| 17 marzo 1994    | Vail                    | Stati Uniti |                            | SG    | Diann Roffe                   | Katja Seizinger          | Anita Wachter          |
| 19 marzo 1994    | Vail                    | Stati Uniti |                            | GS    | Martina Ertl                  | Vreni Schneider          | Anne Berge             |
| 20 marzo 1994    | Vail                    | Stati Uniti |                            | SL    | Vreni Schneider               | Katja Koren              | Martina Ertl           |

Legenda:

DH = discesa libera

SG = supergigante

GS = slalom gigante

SL = slalom speciale

KN = combinata

### Classifiche

#### Generale
| Pos. | Nome               | Nazione  | Punti |
| ---- | ------------------ | -------- | ----- |
| 1    | Vreni Schneider    | Svizzera | 1656  |
| 2    | Pernilla Wiberg    | Svezia   | 1343  |
| 3    | Katja Seizinger    | Germania | 1195  |
| 4    | Anita Wachter      | Austria  | 1057  |
| 5    | Martina Ertl       | Germania | 943   |
| 6    | Deborah Compagnoni | Italia   | 841   |
| 7    | Ulrike Maier       | Austria  | 711   |
| 8    | Bibiana Perez      | Italia   | 667   |
| 9    | Marianne Kjørstad  | Norvegia | 570   |
| 10   | Urška Hrovat       | Slovenia | 523   |

#### Discesa libera
| Pos. | Nome            | Nazione     | Punti |
| ---- | --------------- | ----------- | ----- |
| 1    | Katja Seizinger | Germania    | 482   |
| 2    | Kate Pace       | Canada      | 398   |
| 3    | Mélanie Suchet  | Francia     | 258   |
| 4    | Isolde Kostner  | Italia      | 230   |
| 5    | Hilary Lindh    | Stati Uniti | 214   |

#### Supergigante
| Pos. | Nome            | Nazione  | Punti |
| ---- | --------------- | -------- | ----- |
| 1    | Katja Seizinger | Germania | 416   |
| 2    | Bibiana Perez   | Italia   | 266   |
| 3    | Hilde Gerg      | Germania | 200   |
| 4    | Alenka Dovžan   | Slovenia | 198   |
| 5    | Pernilla Wiberg | Svezia   | 189   |

#### Slalom gigante
| Pos. | Nome               | Nazione  | Punti |
| ---- | ------------------ | -------- | ----- |
| 1    | Anita Wachter      | Austria  | 635   |
| 2    | Vreni Schneider    | Svizzera | 516   |
| 3    | Deborah Compagnoni | Italia   | 515   |
| 4    | Ulrike Maier       | Austria  | 432   |
| 5    | Martina Ertl       | Germania | 360   |

#### Slalom speciale
| Pos. | Nome            | Nazione  | Punti |
| ---- | --------------- | -------- | ----- |
| 1    | Vreni Schneider | Svizzera | 860   |
| 2    | Pernilla Wiberg | Svezia   | 620   |
| 3    | Urška Hrovat    | Slovenia | 386   |
| 4    | Martina Ertl    | Germania | 312   |
| 5    | Morena Gallizio | Italia   | 286   |

#### Combinata
Nel 1994 fu anche stilata la classifica della combinata, sebbene non venisse assegnato alcun trofeo alla vincitrice.
| Pos. | Nome            | Nazione  | Punti |
| ---- | --------------- | -------- | ----- |
| 1    | Pernilla Wiberg | Svezia   | 180   |
| 2    | Bibiana Perez   | Italia   | 120   |
| 3    | Renate Götschl  | Austria  | 100   |
| 4    | Morena Gallizio | Italia   | 85    |
| 5    | Vreni Schneider | Svizzera | 80    |